# Ácido domoico
El ácido domoico también conocido como toxina amnésica de moluscos o ASP (del inglés Amnesic Shellfish Poisoning), es una neurotoxina, es decir una sustancia tóxica para el sistema nervioso. Químicamente es un aminoácido análogo estructural del ácido kaínico. Se produce por determinadas algas en el medio marino, como el alga roja llamada "doumoi" o "hanayanagi" (Chondria armata), también por algunas diatomeas del género Pseudo-nitzschia. Tras el afloramiento de estas algas, el ácido domoico, sigue la cadena alimentaria, contaminando moluscos, bivalvos o peces como anchoas y sardinas. Se han producido intoxicaciones en humanos en Canadá, por consumo de mejillones contaminados y en España por consumo de vieiras recogidas sin seguir las normas sanitarias de obligado cumplimiento.

## Intoxicación en humanos
Las manifestaciones se inician entre 30 minutos y 24 horas después de la ingesta del molusco contaminado. Los primeros síntomas consisten en vómitos, diarrea y dolor de cabeza. Pueden presentarse complicaciones, como amnesia anterógrada (dificultad para adquirir nuevos recuerdos), pérdida de equilibrio, convulsiones, dificultad respiratoria, coma y en ocasiones la muerte. Si bien en la mayor parte de las ocasiones los pacientes se recuperan, pueden quedar secuelas neurológicas.